# Конрад Кессельхут
Конрад Кессельхут (нем. Konrad Kesselhut; ум. 28 сентября 1334) — магистр Ливонского ордена с 1322 года по 1324 год.

## Биография
В 1322 году ливонский магистр Герхард фон Йорк добровольно отказался от своей должности. Между высшими орденскими сановниками началась борьба за вакантную должность магистра. Великий магистр Тевтонского Ордена Карл фон Трир (1311—1324) в июле 1322 года прислал в Ливонию Конрада Кессельхута, назначив его вице-ландмейстером Тевтонского Ордена в Ливонии.
В 1322 году великий князь литовский Гедимин во главе большого войска вторгся в ливонские владения. Литовцы опустошили орденские владения до Дерпта, захватив в плен до тысячи человек.
Гедимин вступил в сношения с рижским архиепископом и городом Ригой, стремясь заключить с ними политический и торговый союз. В союз с Великим княжеством Литовским вступила Псковская земля. Псковичи приняли к себе на княжение литовского князя Давида, родственника и подручника Гедимина. В ответ Ливонский Орден вступил в переговоры с Новгородской республикой. 28 января 1323 года венденский и динамюндский комтуры от имени Ордена заключили военный союз с Новгородом, который был направлен против Литвы, Пскова и Риги. Вскоре ливонцы перебили псковских купцов на озере и опустошили часть псковских владений. Псковичи обратились за помощью к великому князю литовскому Гедимину, который отправил в Псков князя Давида с войском. В феврале 1323 года псковская рать под командованием князя Давида опустошила ливонские владения до Ревеля. Весной того же 1323 года ливонский вице-магистр Конрад Кессельхут собрал большое войско и дважды осаждал Псков (в марте и мае), но не смог захватить город. На помощь псковичам из Литвы прибыл князь Давид с дружиной, который соединился с псковичами и разгромил ливонских крестоносцев в битве. Ливонский магистр потерпел поражение и вынужден был примириться с псковичами.
В феврале-марте 1323 года великий князь литовский Гедимин, воспользовавшись войной между Орденом и Псковом, совершил опустошительный поход на ливонские владения. Литовцы опустошили орденские владения от Мемеля до Семигалии, захватив огромное количество пленных.
В августе 1323 года ливонский магистр, рижский архиепископ, епископы эзельский и дерптский, ревельский наместник, представители Риги и Дерпта отправили своё посольство на переговоры к великому князю литовскому Гедимину. 8 сентября ливонское посольство было с почестями принято Гедимином в Вильно. 2 октября 1323 года великий князь литовский Гедимин заключил мирный договор с Ливонским Орденом.
В следующем 1324 году ливонский вице-магистр Конрад Кессельхут отказался от своей должности и уехал из Ливонии в Пруссию. Его преемником и новым ливонским магистром был избран Реймар Ган.